# Werkinstructie
Een werkinstructie is een instructie om bepaalde werkzaamheden zelfstandig uit te kunnen voeren.
Een werkinstructie dient aan de volgende voorwaarden te voldoen:
- ze is zodanig beschreven dat iemand het werk kan uitvoeren, zelfs als hij dit voor het eerst doet;
- de mate van detaillering (het detailleringsniveau) dient niet verder te gaan dan de vakbekwaamheid van de uitvoerende; dat wil zeggen dat de uitvoerende met het kennisniveau dat voor zijn functie/rol benodigd is de werkinstructie kan begrijpen.

Een werkinstructie kan alle voorkomende werkzaamheden bevatten die voor een functie of afdeling van toepassing zijn. In dat geval is er sprake van een handboek. Een werkinstructie kan ook onderdeel zijn van een procedure waarbij specifieke procedurestappen worden uitgewerkt in aparte werkinstructies.